# جيم ميلس (لاعب دوري الرغبي)
جيم ميلس (بالإنجليزية: Jim Mills)‏ هو لاعب دوري الرغبي أسترالي وبريطاني، ولد في 24 سبتمبر 1944 في أبردير ‏ في المملكة المتحدة.